# (30916) 1993 GN1
(30916) 1993 GN1 est un astéroïde de la ceinture principale d'astéroïdes découvert en 1993.

## Description
(30916) 1993 GN1 a été découvert le 14 avril 1993 à l'observatoire de La Silla, au Chili, par Henri Debehogne.

### Caractéristiques orbitales
L'orbite de cet astéroïde est caractérisée par un demi-grand axe de 2,22 ua, un périhélie de 1,94 ua, une excentricité de 0,12 et une inclinaison de 4,12° par rapport à l'écliptique. Du fait de ces caractéristiques, à savoir un demi-grand axe compris entre 2 et 3,2 ua et un périhélie supérieur à 1,666 ua, il est classé, selon la JPL Small-Body Database, comme objet de la ceinture principale d'astéroïdes.

### Caractéristiques physiques
(30916) 1993 GN1 a une magnitude absolue (H) de 15,0 et un albédo estimé à 0,061.